# Auf immer und ewig (1998)
Auf immer und ewig (Originaltitel: Ever After: A Cinderella Story) ist eine US-amerikanische Märchenverfilmung des Aschenputtel-Stoffs, die am französischen Königshof in der ersten Hälfte des 16. Jahrhunderts spielt und sich mit dem Ständesystem auseinandersetzt. Die Hauptrolle ist mit Drew Barrymore besetzt.

## Handlung
Nach dem Tod seiner Frau zieht Auguste de Barbarac seine Tochter Danielle allein auf, bis er wieder heiratet. Bereits wenige Wochen nach der Hochzeit stirbt er. Seine Witwe, Baroness Rodmilla De Ghent, übernimmt mit ihren beiden Töchtern Marguerite und Jacqueline die Leitung des Haushalts und degradiert Danielle aus Eifersucht zum Dienstmädchen im eigenen Haus. Während Jacqueline freundlich und gutmütig ist, schlägt Marguerite ganz nach ihrer herrischen Mutter.
Als junge Frau begegnet Danielle Prinz Henry, der vom Königshof davonreitet, um seiner arrangierten Hochzeit mit der Prinzessin von Spanien zu entgehen. Dabei tauscht er das Pferd mit dem von Danielles Vater. Danielle bewirft Henry als vermeintlichen Pferdedieb mit Äpfeln, was er ihr verzeiht. Auf seiner weiteren Flucht trifft Henry auf den auf dem Weg zum Königshof befindlichen Leonardo da Vinci als überfallenen Fahrgast einer Reisekutsche, dem ein Gemälde gestohlen wurde. Henry bringt ihm die Mona Lisa zurück.
Danielle und Henry treffen wieder aufeinander, als sie einen langjährigen treuen Bediensteten vor der Deportation in die Kolonien retten will, den die Baroness dorthin verkauft hat, um ihre Steuern bezahlen zu können. Henry befiehlt dessen Freilassung. Danielle nennt über sich den Namen „Komtess Nicole de Langret“, den Namen ihrer Mutter. Sein Vater macht Henry die Auflage, innerhalb von fünf Tagen, bis zum Maskenball zu Ehren von Leonardo da Vinci, eine Verlobte zu präsentieren. Henry trifft Danielle zunächst am Fluss wieder, bei der nächsten Begegnung lädt er sie in die Klosterbibliothek ein. Auf der Rückfahrt nimmt die Kutsche in einem Schlagloch Schaden. Beim Zurücklaufen geraten beide unter die räuberischen Zigeuner vom Kutschenüberfall. Deren Hauptmann bietet Danielle an, dass sie gehen und so viel mit sich nehmen dürfe, wie sie  tragen könne. Danielle schultert daraufhin Henry und trägt ihn davon. Die Zigeuner lachen, bewirten die beiden und geben ihnen ein Pferd. Der Prinz ist mehr und mehr von der jungen Frau bezaubert, die Dinge so klar ausspricht und so anders ist als jedes Mädchen, das er bisher kennengelernt hat. Es kommt zum ersten Kuss zwischen beiden und der Prinz bedankt sich bei Danielle, dass sie ihm das Leben gerettet habe. Am nächsten Tag will er in der alten Ruine auf sie warten.
Danielle hat zu Hause eine erneute Auseinandersetzung mit ihrer Stiefmutter und ihrer Stiefschwester Marguerite, die damit endet, dass sie Marguerite voller Wut einen Faustschlag ins Gesicht versetzt. Nun soll sie auf Befehl der Stiefmutter zwischen den ihr von ihrer Mutter hinterlassenen Ballschuhen und dem ihr vom Vater zuletzt vorgelesenen Buch Utopia von Thomas Morus wählen. Schweren Herzens entscheidet sich Danielle für das Buch. Als die hinterhältige Marguerite es trotzdem ins Feuer wirft, ist Danielle fassungslos und weint vor Kummer. Anschließend muss sie auch noch Hiebe auf den Rücken ertragen. Durch ein raffiniertes Manöver ist es Marguerite und ihrer Mutter gelungen, eine Einladung der Königin zu erhalten. Als die Königin nach der Komtess Nicole de Langret fragt, gerät Marguerite völlig außer sich und bekommt einen Wutanfall. Die Königin ist mehr als erstaunt. Danielle und Henry treffen sich in der Ruine, er teilt mit, er freue sich auf den Maskenball, Danielle will sich erklären, kann es aber nicht. Als sie heimkehrt, wird sie von der Stiefmutter eingesperrt, die nun von den Treffen Danielles und des Prinzen informiert ist.
Die Stiefmutter hat der Königin weisgemacht, dass „Nicole“ mit einem Belgier verlobt sei und in Kürze das Land verlassen werde. Als die Königin mit Prinz Henry darüber spricht, fühlt dieser sich vor den Kopf gestoßen und hadert mit dem Schicksal. Auf dem Maskenball sehen Rodmilla De Ghent und Marguerite die eigene Vermählungschance. Leonardo da Vinci und die Bediensteten der Familie befreien und ermöglichen es Danielle, doch noch zum Maskenball zu gehen. Gerade setzt der König zur Rede an, als Danielle im zauberhaften Kleid auftaucht. Freudestrahlend eilt der Prinz auf sie zu. Doch bevor Danielle ihm noch erklären kann, wer sie wirklich ist, wird sie von ihrer zornigen Stiefmutter bloßgestellt und in aller Öffentlichkeit der Hochstapelei bezichtigt. Henry lässt sie daraufhin fallen und meint auf ihre verzweifelten Bemühungen, ihm alles zu erklären nur, dass sie ihn nie wieder so formlos ansprechen solle, er sei der Prinz von Frankreich und sie nur eine Dienstmagd. Voller Kummer flieht Danielle. Als Henry an der Schlossmauer kurz darauf über sein Leid klagt, redet ihm Da Vinci ins Gewissen und meint, wenn er nicht nachgeben will, verdiene er sie eben nicht. Er stellt Danielles verlorenen Schuh auf die Schlossmauer. Am nächsten Tag verkauft Rodmilla De Ghent ihre Stieftochter an den reichen Großgrundbesitzer Pierre Le Pieu.
Henry hat nach dem Maskenball beschlossen, nun doch die spanische Prinzessin zu heiraten. Als er mit ihr vor dem Traualtar steht, kann sie gar nicht damit aufhören, hemmungslos zu schluchzen. Der Prinz erkennt seinen Fehler und gibt sie mit den Worten frei: „Madame, ich weiß genau, wie ihr euch fühlt.“ Dann macht er sich auf zu Danielle. Von Jacqueline erfährt er von dem Verkauf und reitet unverzüglich zum Anwesen von Le Pieu.
Dort bekommt es Danielle mit der Lüsternheit von Le Pieu zu tun, der sie schon immer besitzen wollte.
Bevor der Großgrundbesitzer handgreiflich werden kann, gelingt es Danielle, dessen Stichwaffen an sich zu bringen. Sie verwundet Le Pieu im Gesicht, flieht von seinem Anwesen und trifft auf den sie suchenden Henry. Der entschuldigt sich bei ihr mit den Worten: „Bitte sag mir, dass ich dich nicht verloren habe, du bist mein Gegenstück, und zwar in jeder Weise.“ Dann kniet er vor ihr nieder und meint, dass er sich wie ein König fühlen würde, wenn sie, Danielle de Barbarac, seine Königin werden würde und zieht ihr ihren Schuh an. Unter Weinen und Lachen fällt ihm Danielle in die Arme.
Vor Hof zur Rede gestellt ob ihrer Lüge, werden Baroness Rodmilla De Ghent und Marguerite ihre Titel aberkannt. Außerdem sollen sie mit dem nächsten Schiff nach Amerika verbannt werden, wenn nicht noch jemand der Anwesenden für sie spreche. Danielle, inzwischen mit Henry verheiratet, ergreift das Wort: Sie selbst wolle nie wieder an die Stiefmutter und die böse Schwester denken, aber sie könne ihnen versprechen, dass sie den Rest ihres Lebens an sie denken würden, indem sie sie mit derselben Höflichkeit behandle, mit der sie von ihnen behandelt wurde: Sie sollen sich in Zukunft in der großen Wäscherei des Hofes mit anderen Bediensteten um dessen umfangreiche Wäsche kümmern. Jacqueline findet ihr Glück bei Captain Laurent, einem Gefolgsmann des Prinzen.

## Produktion und Hintergrund
Gedreht wurde vom 12. September bis zum 18. November 1997 im Château de Fénélon sowie im Château de Hautefort und im Château de Losse in der Dordogne in Frankreich.
Hervorzuheben ist die opulente Ausstattung durch die Kostüm-Designerin Jenny Beavan, die für den Film Zimmer mit Aussicht im Jahr 1987 mit einem Oscar geehrt worden war. Die Filmzeitschrift Cinema führt dazu weiter wörtlich aus: „Und die aufwendige Inszenierung der zentralen Ballszene inklusive zurückgelassenem Schuh – liebevoll vom italienischen Nobeldesigner Salvatore Ferragamo handgebastelt – wird selbst die Märchen-Puristen zum Schweigen bringen.“
Jeanne Moreau fungierte als Grande Dame, die im Prolog des Films den Brüdern Grimm die Geschichte des Mädchens Danielle, des „Aschenputtels“ und ihrer Vorfahren erzählt.
Es handelt sich um eine Produktion der Twentieth-Century-Fox-Filmstudios. Der Film hatte in den USA am 29. Juli 1998 Premiere; in Deutschland lief er am 24. Dezember 1998 an.
Am 1. November 2001 erschien der Film mit einer Laufzeit von 118 Minuten auf DVD.
Der Film hatte ein Budget in Höhe von 26 Mio. US-Dollar und spielte weltweit rund 98 Mio. US-Dollar ein.

## Kritiken
Der Film erhielt überwiegend positive Kritiken.
- Das Lexikon des internationalen Films: „Neuerliche Adaption der Aschenbrödel-Geschichte, die die Handlung in ein historisierendes Umfeld einbettet und die Titelfigur mit ausgeprägt emanzipatorischen Zügen ausstattet. Eine ausgesprochen kurzweilige Märchen-Unterhaltung, die durch gute Darstellerinnen, eine opulente Ausstattung und auserlesene Schauplätze überzeugt.“[4]

- Renée Bertelmann auf cinema.de: „Drew Barrymore reißt als Tennants modernes Aschenputtel Danielle reihenweise die Herzen an sich, indem sie mit viel Charme und wohldosierter Unschuld eine Cinderella voller Trotz kreiert. Und Verstand: ‚Auf immer und ewig‘ ist vermutlich das erste Zelluloid-Märchen, in dem die Heldin präsozialistische Passagen aus Thomas Morus‘ ‚Utopia‘ zitiert, ihren Prinzen mit Äpfeln beschmeißt oder ihn auf dem Rücken durch die Gegend trägt. […] Trotzdem sind tausend Jahre Märchen nicht problemlos recyclebar. Auf der Suche nach der rechten Form pendelt ‚Auf immer und ewig‘ regelmäßig zwischen Soap-opera, feministischem Manifest und Parodie hin und her. Aber das stört wenig, solange Aschenputtel nicht bloß hilflos vor einem Haufen Linsen hockt.“[1]

- Filmdienst: „Eine ausgesprochen kurzweilige Märchen-Unterhaltung, die durch gute Darstellerinnen, eine opulente Ausstattung und auserlesene Schauplätze überzeugt.“[4] Das Lexikon hält den Film für sehenswert ab einem Alter von zwölf Jahren.

## Auszeichnungen
- Saturn Awards wurden 1999 für die beste Hauptdarstellerin (Drew Barrymore) und beste Kostüme (Jenny Beavan) vergeben. Außerdem wurden Anjelica Huston als beste Nebendarstellerin und George Fenton für die beste Musik für einen Saturn Award nominiert.
- Als beste Kostümdesignerin wurde Jenny Beavan 1999 für einen Golden Satellite Award nominiert.
- Bei den Teen Choice Awards 1999 erhielt der Film folgende Nominierungen: Film – Choice Drama, Film – Breakout Performance (Dougray Scott) und Film – Choice Sleazebag (Anjelica Huston).[5]